# 博阿尔奈堡
博阿尔奈堡（法語：La Ferté-Beauharnais，法語發音：[la fɛʁte boaʁnɛ]）是法国卢瓦-谢尔省的一个市镇，属于罗莫朗坦-朗特奈区。

## 地理
博阿尔奈堡（47°32'30"N, 1°51'0"E）面积2.42 平方千米，位于法国中央-卢瓦尔河谷大区卢瓦-谢尔省，该省份为法国中北部省份，北起厄尔-卢瓦省，东北接卢瓦雷省，东南接谢尔省，南至安德尔省，西南接安德尔-卢瓦尔省，西北接萨尔特省。
与博阿尔奈堡接壤的市镇（或旧市镇、城区）包括：塔罗讷河畔肖蒙、伯夫龙河畔讷安、圣维亚特尔、米朗赛、马西伊昂戈。
博阿尔奈堡的时区为UTC+01:00、UTC+02:00（夏令时）。

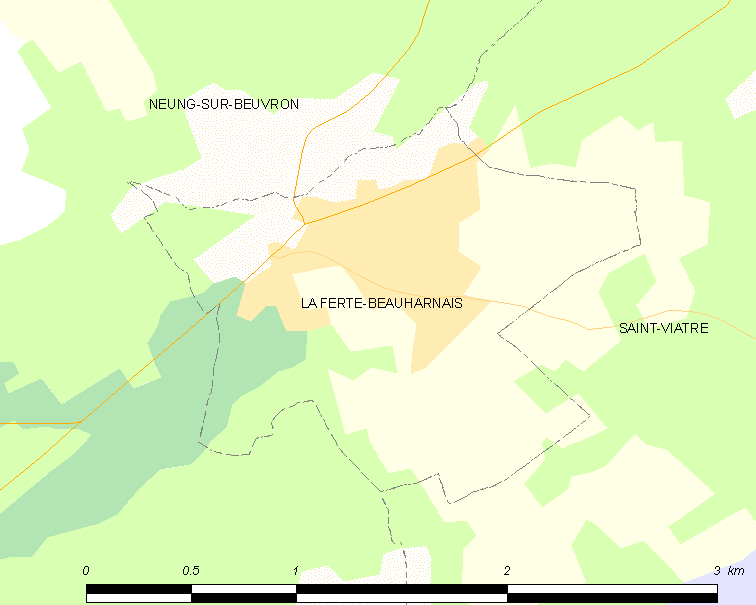
博阿尔奈堡的OSM定位图

## 行政
博阿尔奈堡的邮政编码为41210，INSEE市镇编码为41083。

## 政治
博阿尔奈堡所属的省级选区为尚博尔县。

## 人口

1962-2008年间博阿尔奈堡人口变化图示

博阿尔奈堡于2022年1月1日时的人口数量为582人。